# Philharmostes olsoufieffi
Philharmostes olsoufieffi is een keversoort uit de familie Hybosoridae. De wetenschappelijke naam van de soort is voor het eerst geldig gepubliceerd in 1937 door Boucomont.